# Bernard Pudal
 (octobre 2022).
Bernard Pudal est un politologue français né le 24 mai 1949.

## Biographie
Il est professeur de science politique à l'université Paris X Nanterre et chercheur associé au laboratoire Cultures et sociétés urbaines.
Docteur en science politique (1986), agrégé de science politique, Bernard Pudal est chercheur au CSU (« Cultures et sociétés urbaines », UMR CNRS/Paris 8) et membre du comité de rédaction des revues Le Mouvement social et Sociétés Contemporaines. Il participe à la rédaction du Maitron, le dictionnaire biographique du mouvement ouvrier français.
Ses recherches actuelles, basées sur l'exploitation des autobiographies communistes déposées aux archives de Moscou, visent une prosopographie des élites communistes. Il a également pour projet une histoire intellectuelle du communisme.
Dès l'année 2000, Bernard Pudal avait travaillé avec Claude Pennetier sur la « politique d'encadrement » mise en place au PCF dans les années 1930.
Il a été membre du Comité de vigilance face aux usages publics de l'histoire.

### Engagement politique
En 2012, il soutient Jean-Luc Mélenchon, candidat du Front de gauche à l'élection présidentielle.

## Publications
- Prendre parti. Pour une sociologie historique du PCF, Presses de la Fondation nationale des sciences politiques, Paris, 1989, 327 p.
- en collaboration avec Gérard Mauger et Claude Poliak, Histoires de lecteurs, Nathan, 1999, 440 p.
- en codirection avec Michel Dreyfus, Bruno Groppo, Claudio Ingerflom, Roland Lew, Claude Pennetier et Serge Wolikow, Le Siècle des communismes, Éditions de l’Atelier, 2000, 540 p.., réédition (version augmentée) Éditions du Seuil, coll. « Points », 2004, 790 p.
- en codirection avec Claude Pennetier, Autobiographies, autocritiques, aveux dans le monde communiste, Belin, coll. « Socio-histoires », 2002, 368 p.
- en codirection avec Dominique Dammame, Boris Gobille et Frédérique Matonti, Mai-Juin 1968, Éditions de l'Atelier, Paris, 2008, 445 p.
- Un monde défait. Les communistes français de 1956 à nos jours, Éditions du Croquant, 2009, 215 p.
- en codirection avec Claude Pennetier, Le sujet communiste. Identités militantes et laboratoires du "moi", Rennes, PU Rennes, coll. « Histoire », 2014, 258 p.
- Le souffle d'Octobre 1917, Pourquoi ont-ils cru au communisme ?, avec Claude Pennetier, Editions de l'Atelier, février 2017.